# Вильерс, Барбара
Барбара Вильерс (англ. Barbara Villiers, по мужу Палмер; 27 ноября 1640 — 9 октября 1709) — самая влиятельная из многочисленных фавориток английского короля Карла II. По отцу — внучатая племянница Джорджа Вильерса, герцога Бекингема. В 1670 году пожалована титулом графини Саутгемптонской и герцогини Кливлендской. Её с королём дети носили фамилию «Фицрой» («сын короля»), от одного из них происходят герцоги Графтоны.

## Жизнь
Барбара была единственным ребёнком Уильяма Вильерса, 2-го виконта Грандисона и богатой наследницы Мэри Бейнинг. Смерть отца в 1640 году от ранений, полученных на войне, поставила её с матерью на грань нищеты. Считалась редкой красавицей, но отсутствие приданого не давало ей возможности удачно выйти замуж. По этой причине не привела к браку её первая (в 15 лет) любовь к Филипу Стэнхоупу, графу Честерфилду, который считается (наряду с королём) вероятным отцом её старшей дочери Анны.
14 апреля 1659 года она была выдана замуж против воли семьи за дипломата и математика Роджера Палмера. Барбара сблизилась с изгнанным королём Карлом в 1660 году, когда тот ещё жил в Нидерландах. По возвращении в Лондон свою первую ночь в Уайтхольском дворце любвеобильный монарх, как пишут его биографы, провёл с миссис Палмер. По настоянию короля она заняла одно из первых мест в свите королевы.
В 1663 году Барбара Палмер приняла католичество и сделалась орудием интриг французской дипломатии, направленных на распространение католичества при английском дворе. В её лондонском особняке собирались противники первого министра, графа Кларендона, и планировали совместные действия против этого могущественного поборника англиканства. Молодые честолюбцы искали её милости, один из них, Генри Беннет, даже вошёл в число доверенных советников короля и был пожалован титулом графа Арлингтона. Отставку Кларендона миссис Палмер восприняла как свой личный триумф.
В 1674 году Палмер была вынуждена уступить неофициальный титул «первой фаворитки» Луизе де Керуай и после провала неоднократных попыток вернуть королевскую милость удалилась в 1677 году в «почётное изгнание» в Париж. К тому времени она была замужем за генералом Генри Филдингом, известным волокитой, которого она впоследствии преследовала по суду за двоежёнство. Незадолго до смерти Карла II герцогиня Кливлендская вернулась в английскую столицу, где сблизилась с будущим герцогом Мальборо, который считается отцом её младшей дочери.
Умерла 9 октября 1709 года в Чизике в возрасте 68 лет.

## Дети от связи с королём
Из её шести детей пять были признаны Карлом II своими и получили фамилию Фицрой, хотя и не вошли в реестр возможных престолонаследников:
- Анна Палмер (1661−1722), графиня Сассекс — дочь либо короля, либо Роджера Пальмера, либо графа Честерфильда; официально королём не признана. Супруг — Томас Леннард, 1-й граф Сассекс.
- Чарльз Фицрой, 1-й герцог Саутхемптон (1662−1730), 1-й герцог Саутхемптон и 2-й герцог Кливленд, имел сына, умершего бездетным.
- Генри ФицРой, 1-й герцог Графтон (1663−1690), граф Юстон и герцог Графтон, его потомство носит титул по сей день.
- Шарлотта Фицрой (1664−1718). Супруг — Эдвард Ли (1663—1718), 1-й граф Личфилд (1674—1718).
- Джордж Фицрой (1665−1716), граф и позже герцог Нортумберленд, его потомство угасло в 1773 году.
- Барбара Бенедикта Фицрой, хотя и признана королём, но с большой вероятностью была дочерью Джона Черчилля, 1-го герцога Мальборо. Супруг — Джеймс Гамильтон, 4-й герцог Гамильтон, 1-й герцог Брэндон.

В 1661 году король пожаловал её супруга титулами барона Лимерика и графа Кастлмена. Титул был дан как наследственный не со стороны Палмера, а со стороны Барбары, то есть после её смерти переходил к её детям независимо от их отцовства.